# 正親町實明
正親町實明（日语：／ Ōgimachi Saneakira，1274年—1351年2月13日）是日本鎌倉時代中期至南北朝時代公卿，父親是從一位太政大臣洞院公守，異母兄為從一位左大臣洞院實泰。出身自清華家之一的洞院家，其後成為羽林家之一正親町家之祖，官位為正二位權大納言。

## 生涯
實明出身自藤原北家閑院流洞院家，自號正親町或裏辻，為正親町家家祖。
建治3年（1277年）正月，他叙爵為從五位下，於弘安2年（1279年）升至從五位上，並且在弘安3年（1280年）獲任命為侍從。弘安6年（1283年），他升至正五位下，同年再升至從四位下。
弘安7年（1284年），實明出任左近衛少將。弘安8年（1285年），他升至從四位上，並且在弘安9年（1286年）4月兼任春宮權亮。同年11月1日，他辭去春宮權亮的職務，在同月11日轉任右近衛中將。弘安10年（1287年），他兼任播磨權介，並且在正應2年（1289年）升至正四位下，更獲准穿著禁色。正應4年（1291年），他升至從三位，位列公卿。
正應6年（1293年），實明升至正三位，及後在永仁4年（1296年）就任參議。永仁5年（1297年），他升任權中納言，並且在永仁6年（1298年）和永仁7年（1299年）先後升至從二位和正二位，最終乾元元年（1302年）11月升至權大納言。然而，他在乾元2年（1303年）8月辭任權大納言職務，變為散位。元應2年（1320年），他獲准本座，權大納言的待遇不變。元亨2年（1322年），長年希望出家的實明，最終如願以償出家。
建武新政崩盤後，實明靠攏北朝，但是不久便在觀應之亂爆發期間觀應2年或正平6年正月17日（1351年2月13日）的夜晚死去，享年78歲。其侄子洞院公賢也不禁稱他為相當長壽之人。

## 官歷
※以下按《公卿補任》記載。
- 建治3年（1277年）正月5日：從五位下（大宮院當年御給（日语：院宮給））。
- 弘安2年（1279年）正月5日：從五位上。
- 弘安3年（1280年）11月13日：侍從（日语：侍従）。
- 弘安6年（1283年）
  - 正月6日：正五位下。
  - 9月15日：從四位下。
- 弘安7年（1284年）7月26日：左近衛少將。
- 弘安8年（1285年）3月1日：從四位上。
- 弘安9年（1286年）
  - 4月13日：左近衛少將兼春宮權亮。
  - 11月1日：辭任春宮權亮。
  - 11月11日：右近衛中將。
- 弘安10年（1287年）正月13日：右近衛中將兼播磨權介。
- 正應2年（1289年）
  - 正月5日：正四位下。
  - 4月17日：獲准穿著禁色。
- 正應4年（1291年）正月3日：從三位（朝覲行幸。玄輝門院御給）。留任右近衛中將。
- 正應6年（1293年）正月5日：正三位。
- 永仁4年（1296年）5月15日：參議。留任右近衛中將。
- 永仁5年（1297年）10月16日：權中納言。
- 永仁6年（1298年）
  - 正月5日：從二位。
  - 3月15日：獲准帶劍[3]
- 永仁7年（1299年）正月5日：正二位。
- 正安4年（1302年）或乾元元年
  - 3月23日：辭任權中納言。
  - 11月22日：權大納言。
- 乾元2年（1303年）8月28日：辭任權大納言。
- 元應2年（1320年）：獲本座待遇。

## 系譜
- 父：洞院公守（日语：洞院公守）
- 母：法眼泰勝女[4]
- 妻：從三位藤原兼嗣（日语：藤原兼嗣）之女
  - 男子：正親町公蔭（日语：正親町公蔭）
- 妻：信玄法印（日语：僧位）女
  - 次女：廣義門院廊御方
- 妻：正親町三條公貫（日语：正親町三条公貫）次女
  - 長女：正親町守子（日语：正親町守子）（伏見院、後伏見院後宮）
  - 三女：正親町實子（宣光門院，花園院後宮，直仁親王（日语：直仁親王）母）
  - 四女：一條局（花園院後宮）
  - 五女：後伏見院對御方
  - 六女：陽德門院西御方
- 妻：正親町三條公貫四女
  - 七女：宣光門院廊御方（後伏見院後宮）
  - 八女：花園院女房（日语：女房）對御方
- 母不詳
  - 男子：慈能
- - 猶子[2]：正親町忠季，正親町公蔭之子。